# Hugo Haase (Karussellbauer)
Gottfried Martin Hugo Haase (* 1. Juni 1857 in Winsen (Luhe); † 13. September 1933 in Hannover) war ein deutscher Schlosser und Unternehmer, der Karussells baute und betrieb. Er revolutionierte in den Jahrzehnten um 1900 die Vergnügungsindustrie auf den Jahrmärkten Mitteleuropas und gilt als Schöpfer neuartiger Attraktionen bei Karussells, beim Autodrom und bei der Achterbahn. Er hatte sich aus kleinen Verhältnissen hochgearbeitet und war für seine soziale Gesinnung bekannt.

## Leben

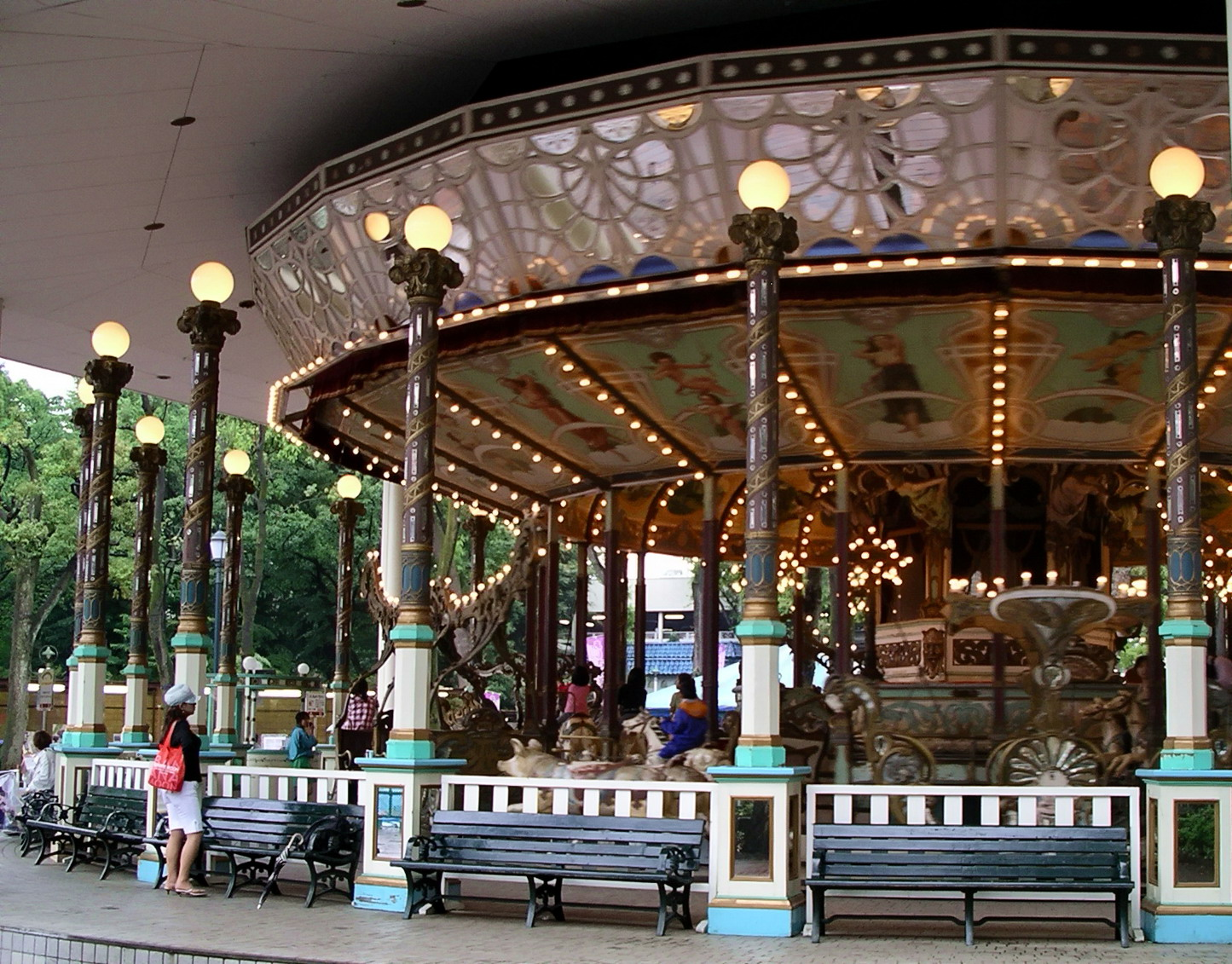
Haases Stufenkarussell El Dorado (1907 für USA, nun in Tokio)

Hugo Haase lernte das Schlosserhandwerk und gründete ein Unternehmen am Harz und in Leipzig, das später nach Hannover übersiedelte. 1902 präsentierte er u. a. auf dem Münchner Oktoberfest seinen Karussellpalast. 1907 baute Haase in Leipzig sein berühmtes dreischeibiges Stufenkarussell El Dorado. Es wurde 1910 für 150.000 US-Dollar an den New Yorker Vergnügungspark Coney Island verkauft, kam 1970 zur Weltausstellung nach Osaka und stand danach in Toshimaen, einem Freizeitpark im Tokioter Bezirk Nerima, der am 31. August 2020 geschlossen wurde. Es war damit das älteste Karussell der Welt in Betrieb.
Im Jahr 1914 eröffnete Hugo Haase einen eigenen Vergnügungspark in Stellingen bei Hamburg, der damals nach Coney Island der größte seiner Art war. Mehr als 1,6 Millionen Mark sollen damals in den Park investiert worden sein, der zahlreiche Attraktionen bot: Gebirgsszeneriebahn, Wasserbahn, einen „Lebenden Irrgarten“ sowie ein Biergarten-Restaurant mit mehr als 5.000 Plätzen. Der Park – mit eigenem Elektrizitätswerk – wurde erfolgreich in Kooperation mit dem benachbarten Hagenbecks Tierpark geführt; jedoch 1922 wegen Besuchermangels geschlossen.
1909 bezog Haase die für ihn errichtete Villa Haase in Hannover. Außerdem besaß er ein Wohn- und Geschäftshaus an der Hohenzollernstraße in Hannover. Anlässlich Haases 90. Todestags im Jahr 2023 plante die Stadt Hannover, ihn mit einer Gedenktafel an einem dieser beiden Gebäude zu ehren.

## Grabmal

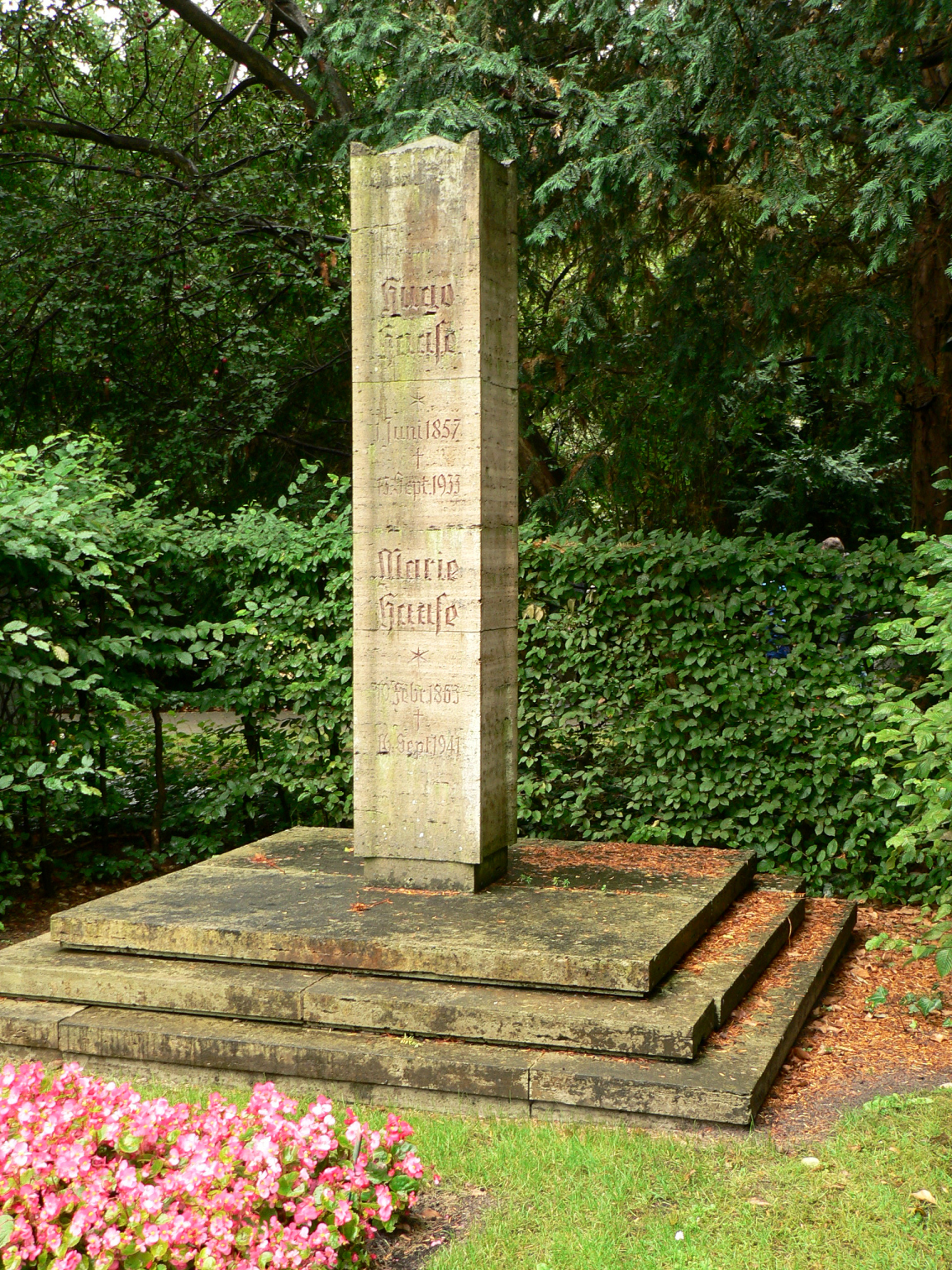
Grabmal auf dem Stadtfriedhof Engesohde

Das Grabmal für Hugo Haase findet sich auf dem Stadtfriedhof Engesohde in Hannover, Abteilung 23E, Grablege Nummer 192.